# Clemens von Pirquet

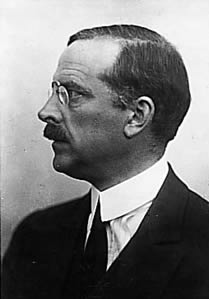
Clemens von Pirquet.

Clemens von Pirquet, född 12 maj 1874 i Hirschstetten vid Wien, död 28 februari 1929 i Wien genom självmord med kaliumcyanid, var en österrikisk friherre och läkare. Han var bror till Guido von Pirquet.
Piquet studerade teologi vid universitetet i Innsbruck och filosofi vid universitetet i Leuven innan han blev inskriven vid universitetet i Graz, där han blev en medicine doktor 1900. Han började därefter arbeta på barnkliniken i Wien.
Pirquet blev professor i barnsjukdomar 1909 vid Johns Hopkins University i Baltimore, 1910 i Breslau och 1911 i Wien. Han införde begreppet allergi och påvisade barntuberkulos genom hudreaktion och var en framstående näringsforskare (System der Ernährung, tre delar, 1917-19).